# Arp 196
Arp 196 ist ein wechselwirkendes Galaxienpaar im Sternbild Haar der Berenike. Das Galaxienpaar ist etwa 984 Millionen Lichtjahre von der Milchstraße entfernt. Halton Arp gliederte seinen Katalog ungewöhnlicher Galaxien nach rein morphologischen Kriterien in Gruppen. Diese Galaxie gehört zu der Klasse Galaxien mit vom Kern ausgeschleuderter Materie.